# Petru Movilă
Petru Movilă (n. 31 decembrie 1596/10 ianuarie 1597, Suceava – d. 22 decembrie 1646/1 ianuarie 1647 Kiev) a fost arhiepiscop și din 1633 mitropolit al Kievului, al Galiției și al întregii Rusii. A avut un rol deosebit în Sinodul de la Iași din 1642.

## Pregătirea teologică
Petru Movilă s-a născut la Suceava, în anul 1596, ca fiu al lui Simion Movilă, care va domni mai târziu în Țara Românească, și al soției acestuia, Marghita (Margareta), călugărită ulterior sub numele de Melania. Tatăl său a avut ca frați pe Ieremia Movilă, domn al Moldovei între 1595-1606 și pe Gheorghe Movilă, viitorul mitropolit al Moldovei.
După moartea tatălui său, tânărul fiu de domnitor va pribegi, împreună cu mama și cu frații săi în Țara Românească, după care se vor așeza definitiv în Polonia. Învățătura și-o va începe în casa părintească, apoi o va continua la vestita școală a „Frăției ortodoxe” din Lvov și, se pare, la Academia Zamoiska din Zamość (deși în scrierile sale ea nu este menționată niciodată) A studiat limbile latină, greacă, slavonă și polonă, la care se adăugau discipline standard din vremea respectivă: gramatica, poetica, retorica, dialectica, teologia. Despre eventuale studii în Olanda sau la Sorbona în Franța nu există dovezi. Potrivit obiceiului nobililor polonezi, și-a însușit mânuirea armelor și a luat parte la două lupte ale polonilor împotriva turcilor, la Țuțora (1620) și Hotin (1622).
Datorită unei chemări lăuntrice, dar și sub înrâurirea starețului Lavrei Pecerska, arhimandritul Zaharia Kopâstenski, a hotărât să se călugărească. Astfel, după ce se va pregăti, începând din 1622, duhovnicește la moșia sa din Rubiejovka, unde a zidit și o biserică cu hramul Sfântul Ioan cel Nou de la Suceava, va fi tuns în monahism, la Lavra Pecerska, după anul 1625. În toamna anului 1627 a fost ales egumen al mânăstirii, la vârsta de 31 de ani.  Situația ortodoxiei în acea perioadă era tulbure din cauza încercărilor de catolicizare a nobilimii lituaniene, bieloruse și ucrainiene, care era, în mare parte, ortodoxă. Însă, prin activitatea sa depusă timp de 5 ani ca egumen, Petru Movilă a reușit să ridice prestigiul cultural și bisericesc al mânăstirii la un nivel necunoscut până atunci. Astfel, s-a ocupat de restaurarea și înfrumusețarea mânăstirilor și a peșterilor în care se găseau moaște de sfinți și a continuat activitatea tipografică a înaintașilor săi, dând la lumină mai multe cărți de slujbă și de învățătură.
Arhimandritul Petru a desfășurat o bogată activitate bisericească și culturală, continuând să tipărească mai multe cărți care aveau rostul de a apăra Ortodoxia în fața curentului religios de unire a creștinilor răsăriteni cu Biserica Catolică care a început imediat după Unirea de la Brest din 1596. A fost adversar al unirii cu biserica catolică, a elaborat un nou catehism: Mărturisirea ortodoxă, care a fost ratificat de sinodul ortodox din Kiev în 1640 și de sinodul din Iași în 1642.Pune bazele unui colegiu teologic, întâi la Lavra, apoi la Mănăstirea Bratska, din care se va dezvolta vestita Academie teologică duhovnicească de la Kiev în 1633. A pus la dispoziția Academiei și domeniile sale de la Rubejovka pe care le avea cumpărate încă înainte de călugărie.

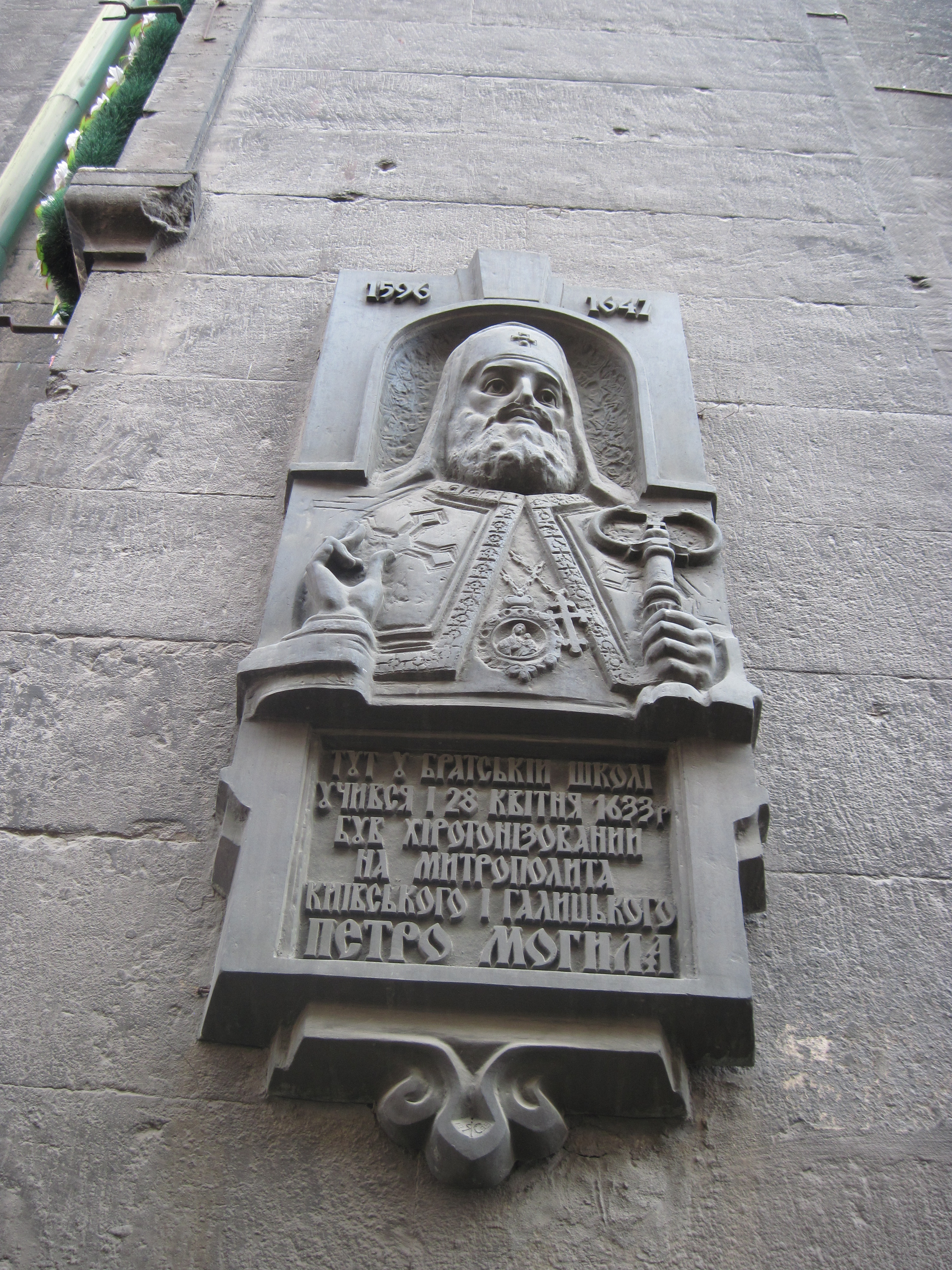
Placă memorială din Liov

Semnează la 16 august 1628 declarațiile Sinodului Eclesiastic de la Kiev în care erau condamnați clericii care au aderat la Unirea religioasă de la Brest-Litovsk din 1596. A sprijinit alegerea ca rege al Poloniei a lui Wladislav I, în 1632, care a recunoscut drepturile eparhiilor ortodoxe din Mitropolia Kievului și a menținut "Frățiile Ortodoxe".                                                                                                                                                                                                                                                                                                                        Deși departe de plaiurile natale, marele ierarh al Kievului n-a uitat de poporul român din care a provenit și l-a ajutat ori de câte ori a fost nevoie. El a trimis tipografii la Târgoviște, la Câmpulung și la Govora, iar la Iași, pe lângă tipografie, a trimis și patru profesori pentru noua Academie înființată de dreptcredinciosul voievod Vasile Lupu, după modelul celei de la Kiev.

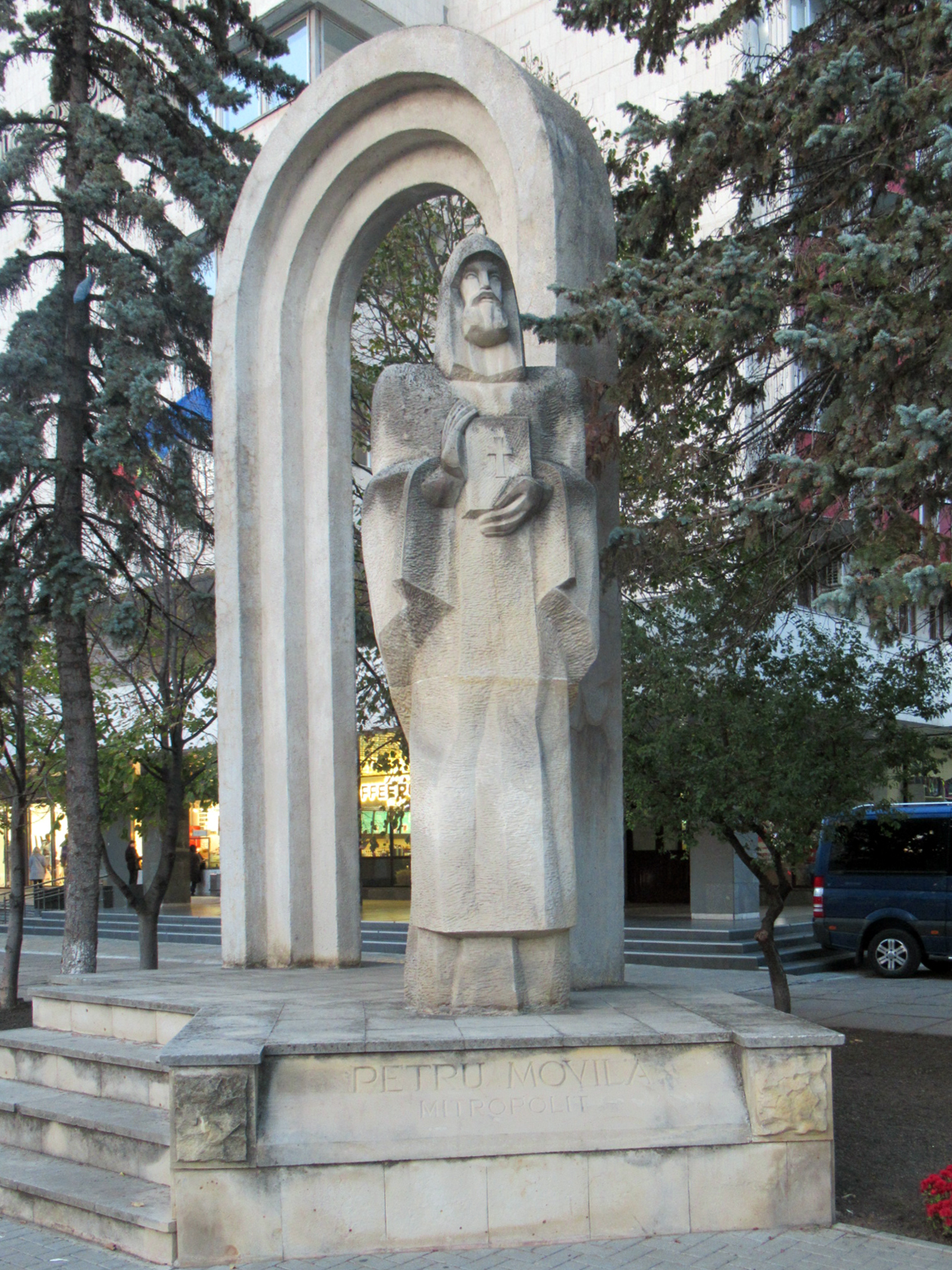
monument lui Petru Movilă din Chișinău, sculptori Boris și Galina Dubrovin, 1996

A trecut la Domnul în ziua de 22 decembrie 1646, fiind îngropat în biserica mare a Mănăstirii Pecerska. Toate bunurile sale le-a folosit pentru restaurarea de biserici, înființarea de școli și întreținerea lor. Sfântul Sinod al Bisericii Ortodoxe Ucrainene l-a canonizat pe mitropolitul Petru Movilă în anul 1996, cu prilejul serbării a 400 de ani de la nașterea sa. În anul următor, 1997, Sfântul Sinod al Bisericii Ortodoxe Române a recunoscut canonizarea făcută de Biserica Ortodoxă a Ucrainei, iar în anul 2002, când s-au împlinit 360 de ani de la Sinodul de la Iași (1642), a fost proclamată oficial canonizarea Sfântului Ierarh Petru Movilă, în Catedrala Mitropolitană din Iași, în ziua de 13 octombrie, în ajunul sărbătorii Sfintei Cuvioase Parascheva, după ce Arhiepiscopia Iașilor răspunsese solicitării Sfântului Sinod de a pregăti icoana, troparul, sinaxarul și slujba de pomenire. Data de serbare a vrednicului ierarh a fost stabilită pentru ziua de 22 decembrie, ziua mutării sale la Domnul.